# Hippotoon
Hippootoon (gr. Ἱπποθόων Hippothóōn) – w mitologii greckiej syn Alope i Posejdona. Ojciec Alope – Kerkyon, władca Eleusis, nie zdawał sobie sprawy z tego związku. Córka, bojąc się gniewu ojca, porzuciła dziecko w lesie, zawinięte w pieluszki. Jednak chłopca wykarmiła klacz, po czym pasterz, który go znalazł, oddał go Kerkyonowi. Ten dowiedziawszy się o całej sprawie, znów rozkazał porzucić niemowlę. Córkę skazał na śmierć, ale tę Posejdon zamienił w źródło. Dziecko ponownie zostało uratowane przez klacz i pasterza. Kiedy Kerkyon zginął pokonany przez Tezeusza, zwycięzca jego władztwo oddał Hippootoonowi. Zginął przypadkowo, zabity przez Telefosa. Attycka fyla Hippotoontis wzięła od niego swoją nazwę.